# Parodontophora cobbi
Parodontophora cobbi är en rundmaskart som först beskrevs av Timm 1952.  Parodontophora cobbi ingår i släktet Parodontophora och familjen Axonolaimidae. Inga underarter finns listade i Catalogue of Life.